# Wydział Biotechnologii i Nauk o Środowisku Katolickiego Uniwersytetu Lubelskiego Jana Pawła II
Wydział Biotechnologii i Nauk o Środowisku Katolickiego Uniwersytetu Lubelskiego Jana Pawła II – jeden z 8 wydziałów Katolickiego Uniwersytetu Lubelskiego Jana Pawła II. Z dniem 1 grudnia 2019 roku został połączony z Wydziałem Matematyki, Informatyki i  Architektury Krajobrazu w Wydział Nauk Ścisłych i Nauk o Zdrowiu.

## Kierunki kształcenia
Dostępne kierunki:
- Biotechnologia (studia I i II stopnia)
- Biotechnologia - grupa w języku angielskim (studia I i II stopnia)

## Struktura organizacyjna

### Instytut Nauk Biologicznych
Dyrektor: dr hab. Maciej Masłyk
- Katedra Biochemii i Chemii Środowiska
- Katedra Biologii Molekularnej
- Katedra Fizjologii i Biotechnologii Roślin
- Katedra Fizjologii Zwierząt i Toksykologii

### Interdyscyplinarne Centrum Badań Naukowych
Dyrektor: dr hab. Magdalena Staniszewska
- Laboratorium Biokontroli, Produkcji i Aplikacji EPN
- Laboratorium Mikroskopii Konfokalnej i Elektronowej
- Laboratorium Optyki Rentgenowskiej
- Pracownia Stresu Oksydacyjnego
- Pracownia Zastosowań Metod Separacji i Spektroskopii
- Pracownia Materiałów Kompozytowych i Biomimetycznych

### Pracownia Mikroskopii Elektronowej i Ultrastruktury
Kierownik: dr Henryk Skrzypek